# Эмото, Юко
Ю́ко Эмо́то (яп. 恵本 裕子; 23 декабря 1972, Асахикава) — японская дзюдоистка полусредней весовой категории, выступала за сборную Японии на всём протяжении 1990-х годов. Чемпионка летних Олимпийских игр в Атланте, серебряная призёрша Азиатских игр в Хиросиме, обладательница двух бронзовых медалей чемпионатов Азии, вице-чемпионка Восточноазиатских игр в Пусане, победительница многих турниров национального и международного значения.

## Биография
Юко Эмото родилась 23 декабря 1972 года в городе Асахикава префектуры Хоккайдо. Активно заниматься дзюдо начала с раннего детства, позже проходила подготовку в спортивном клубе при страховой компании Mitsui Sumitomo Insurance.
Первого серьёзного успеха на взрослом международном уровне добилась в 1993 году, когда попала в основной состав японской национальной сборной и побывала на чемпионате Азии в Макао, откуда привезла награду бронзового достоинства, выигранную в полусредней весовой категории. Год спустя выступила на домашних Азиатских играх в Хиросиме, где в том же весе стала серебряной призёршей — в решающем поединке потерпела поражение от кореянки Чон Сонсук, действующей чемпионки Азии и будущей чемпионки мира. Ещё через год добавила в послужной список бронзовую награду, полученную на азиатском первенстве в Нью-Дели.
Благодаря череде удачных выступлений Эмото удостоилась права защищать честь страны на летних Олимпийских играх 1996 года в Атланте — прошла здесь всех пятерых своих соперниц, в том числе таких дзюдоисток как Татьяна Богомягкова из России в 1/16 финала, Катерин Флёри-Вашон из Франции в 1/8 финала, Яэль Арад из Израиля в четвертьфинале, Дженни Галь из Нидерландов на стадии полуфиналов и Гелла Вандекавейе из Бельгии в финале, завоевав тем самым золотую олимпийскую медаль.
После Олимпиады в США Юко Эмото ещё в течение некоторого времени оставалась в основном составе дзюдоистской команды Японии и продолжала принимать участие в крупнейших международных турнирах. Так, в 1997 году она заняла пятое место на этапе Кубка мира в Мюнхене и получила серебряную медаль на Восточноазиатских играх в Пусане — в решающем поединке встречалась здесь со своей давней соперницей Чон Сонсук из Южной Кореи и снова потерпела от неё поражение. Вскоре по окончании этих соревнований приняла решение завершить карьеру профессиональной спортсменки, уступив место в сборной молодым японским дзюдоисткам.